# 牛邯
牛 邯（ぎゅう かん、生没年不詳）は、中国の新代から後漢時代初期にかけての武将。字は孺卿。涼州隴西郡狄道県の人。

## 事跡
| 姓名           | 牛邯                              |
| 時代           | 新代 - 後漢時代                   |
| 生没年         | 〔不詳〕                          |
| 字・別号       | 孺卿（字）                        |
| 本貫・出身地等 | 涼州隴西郡狄道県                  |
| 職官           | 太中大夫〔後漢〕→護羌校尉〔後漢〕 |
| 爵位・号等     | -                                 |
| 陣営・所属等   | 隗囂→光武帝                       |
| 家族・一族     | 〔不詳〕                          |

新末後漢初の群雄の一人で隴右に勢力を張った隗囂の部下。勇敢にして力量と才気を有し、牛邯自身も、かつては辺境に割拠したこともあった。
建武6年（30年）、漢の来歙が使者として隗囂を訪れ、蜀（成家）の公孫述討伐を要請したが、隗囂はこれを拒否した。隗囂は、この際に来歙が自分を刺そうとしたことから激怒し、牛邯に命じて来歙を包囲させようとしたが、腹心の王遵の諫言により牛邯の派兵は取りやめている。
建武8年（32年）春、隗囂と光武帝の戦いが本格的に始まり、来歙が略陽（天水郡）を急襲してこれを陥落させる。牛邯は隗囂の命で瓦亭（安定郡烏枝県）を守備して他の漢軍の進攻に備え、隗囂は自ら略陽を包囲攻撃した。しかし、同年秋になっても隗囂は略陽を奪還できず、光武帝の親征を受けて敗走した。
同年、かつての同僚にして旧友の王遵が、牛邯に手紙を送って漢への投降を促した。牛邯は手紙を受け取ってから10数日思案したが、遂に漢への投降を決心し、部下に謝してから洛陽に至った。光武帝は牛邯を太中大夫に取り立てた。この牛邯の投降をきっかけに、隗囂に所属していた13人の大将、16県、10数万の兵士が続々と漢に降り、隗囂軍は大幅にその勢力を削り取られてしまった。
建武9年（33年）、関都尉が廃止され、護羌校尉が復活した。この時、大司徒司直杜林と太中大夫馬援が、牛邯を護羌校尉に推薦し、光武帝もこれを容れ、符節を与えて任命した。牛邯は令居（隴西郡）に駐屯し、来歙と共に、隗囂の遺児の隗純の軍を平定している。なお、護羌校尉の地位は、牛邯没後には一旦廃止されたという。